# Arctia fulminans
Arctia fulminans är en fjärilsart som beskrevs av Statt. 1939. Arctia fulminans ingår i släktet Arctia och familjen björnspinnare. Inga underarter finns listade i Catalogue of Life.